# Рябоконево (Николаевская область)
Рябоконево (укр. Рябоконеве) — село в Арбузинском районе Николаевской области Украины.
Основано в 1880 году. Население по переписи 2001 года составляло 476 человек. Почтовый индекс — 55322. Телефонный код — 5132. Занимает площадь 3,121 км².

## Местный совет
55322, Николаевская обл., Арбузинский р-н, с. Рябоконево, ул. Молодёжная, 12